# Peada
Peada (mort en 656) est brièvement roi de la moitié sud du royaume de Mercie de 655 à sa mort.

## Biographie
Peada est le fils du roi Penda de Mercie. Son père le place à la tête du peuple des Angles du Milieu en 653. Dans son Histoire ecclésiastique du peuple anglais, Bède le Vénérable rapporte qu'il se convertit au christianisme afin de pouvoir épouser la princesse Alhflæd, fille du roi Oswiu de Northumbrie. Il est baptisé par l'évêque Finan de Lindisfarne dans un domaine royal non loin du Mur d'Hadrien, peut-être en 653 également.
Penda trouve la mort au combat contre Oswiu le 15 novembre 655, lors de la bataille de la Winwæd. La Mercie semble alors avoir été divisée en deux : Oswiu annexe le nord du royaume et laisse le sud à son gendre Peada, qui règne sous sa tutelle. Cet arrangement ne dure pas, car Peada est assassiné dans l'année qui suit, au cours des célébrations de Pâques et à l'instigation de son épouse. Toute la Mercie passe alors sous le joug d'Oswiu jusqu'en 658, date à laquelle des nobles merciens se révoltent et placent Wulfhere, le frère de Peada, sur le trône.